# إينوسين
إينوسين هو نيوكليوسيد يتم تشيكله عند ترابط هيبوزانتين مع حلقة ريبوز (ويعرف أيضاً برابطة ريبوز-غليكوسيد من خلال a β-N9
يوجد الإينوسين في الأحماض النووية الريبوزية الناقلة وهو ضروري لنقل الشيفرة الوراثية في أزواج قواعد ووبل.
قادت معرفة عملية أيض الإينوسين إلى التقدّم في مجال العلاج المناعي في العقود الأخيرة. يتأكسد أحادي فوسفات الإينوسين بواسطة إنزيم «نازع أحادي فوسفات الإينوسين» ما ينتج عنه زانثوسين أحادي الفوسفات وهو مفتاح أساسي في عملية أيض البورين.
حمض مايكوفينوليت ] هو حمض مضاد للأيض، وهو عقار مضاد لتكاثر الخلايا فهو يعمل كمثبّط لنازعة أحادي فوسفات الإينوسين. ويستخدم في علاج أمراض مناعة ذاتية مختلفة بما فيها ورام حبيبي ويغنري، لأن استخدام البيورين عن طريق انقسام الخلايا البائية يمكن أن ينتج خلايا أكثر بـ8 مرات من المعدل الطبيعي لخلايا الجسم، وعليه فإن هذه المجموعة من الخلايا البيضاء (التي لا يمكن أن تعمل كممرات للبيورين) تستهدف انتقائياً من قبل نقص البيورين ما ينجم عنه أمراض تثبيط التمثيل الغذائي الموروثة.